# Jaicós
Jaicós é um município brasileiro do estado do Piauí.

## História
A língua jaicó foi falada em Jaicós.

## Língua cena
No município de Jaicós encontra-se o distrito de Várzea Queimada, comunidade predominantemente rural com grande incidência de surdez onde emergiu uma língua de sinais compartilhada (ou seja, uma língua de sinais que é difundida tanto entre surdos como entre ouvintes), língua cena.

## Filhos ilustres
- Ver Biografias de jaicoenses notórios